# Conexão afim

Uma conexão afim sobre a esfera rola o plano tangente afim de um ponto a outro. Desta forma, o ponto de contato traça uma curva no plano: o desenvolvimento.

No campo matemático da geometria diferencial, uma conexão afim é um objeto geométrico sobre uma variedade diferenciável que conecta espaços tangentes próximos, permitindo assim que campos vetoriais tangentes sejam diferenciados como se fossem funções sobre a variedade com valores em um espaço vetorial fixo. A noção de uma conexão afim tem suas raízes na geometria e cálculo tensorial do século XIX, mas não foi completamente desenvolvida até o início da década de 1920, por Élie Cartan (como parte de sua teoria geral das conexões) e por Hermann Weyl (que usou a noção como uma parte de seus fundamentos da relatividade geral). A terminologia é devida a Cartan e tem suas origens na identificação de espaços tangentes no Espaço euclidiano Rn por translação: a ideia é que uma escolha de conexão afim faz uma variedade parecer infinitesimalmente como um espaço euclidiano não somente suave, mas como um espaço afim.
Sobre qualquer variedade de dimensão positiva existem infinitas conexões afim. Se a variedade for dotada com uma métrica de Riemann, então existe uma escolha natural de conexão afim, chamada conexão de Levi-Civita. A escolha de uma conexão afim é equivalente à prescrição de um modo de diferenciar campos vetoriais que satisfazem diversas propriedades razoáveis (linearidade e a regra do produto). Isto fornece uma definição possível de uma conexão afim como uma derivada covariante ou conexão (linear) sobre um fibrado tangente. Uma escolha de conexão afim é também equivalente à noção de transporte paralelo, que é um método para transportar vetores tangentes ao longo de curvas. Isto também define um transporte paralelo sobre a estrutura fibrada. Transporte paralelo infinitesimal na estrutura fibrada fornece outra descrição de uma conexão afim, tanto como uma conexão de Cartan para o grupo afim bem como conexão principal sobre a estrutura fibrada.